# Vordere Guslarspitze
Vordere Guslarspitze är en bergstopp i Österrike.   Den ligger i distriktet Imst och förbundslandet Tyrolen, i den västra delen av landet, 400 km väster om huvudstaden Wien. Toppen på Vordere Guslarspitze är 2 752 meter över havet.
Terrängen runt Vordere Guslarspitze är bergig. Runt Vordere Guslarspitze är det mycket glesbefolkat, med 6 invånare per kvadratkilometer.. Närmaste större samhälle är Zwieselstein, 19,8 km nordost om Vordere Guslarspitze. 
Trakten runt Vordere Guslarspitze består i huvudsak av gräsmarker.